# Bréal-sous-Vitré
Pour les articles homonymes, voir Bréal.
Bréal-sous-Vitré est une commune française située dans le département d'Ille-et-Vilaine en région Bretagne, peuplée de 614 habitants.

## Géographie

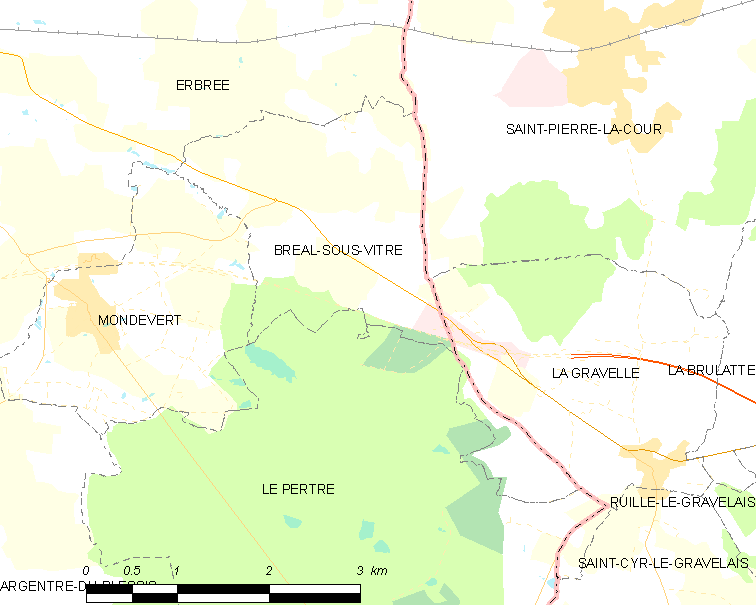
Carte de la commune de Bréal-sous-Vitré.

Bréal-sous-Vitré est une commune située à l'extrême-est du département d'Ille-et-Vilaine, limitrophe de celui de la Mayenne (elle est toute proche de la grande carrière de Saint-Pierre-la-Cour qui appartient au groupe Lafarge) et à la lisière nord de la forêt du Pertre. À l'ouest, le ruisseau du Moulin du Bois (dénommé « ruisseau de Geslin » dans sa partie aval), affluent de rive gauche de la Valière, sert de limite communale avec Mondevert. La commune est située à l'est de Vitré.
La commune présente un paysage rural traditionnel de bocage avec habitat dispersé en hameaux et fermes isolées.
La partie sud de la commune est traversée par l'ancienne route nationale 157 (déclassée désormais en RD 857) et désormais, plus au sud encore, par la voie express RN 157, qui prolonge en direction de Rennes l'autoroute A81 ; le péage de La Gravelle, situé plus à l'est, est tout proche.

### Communes limitrophes
|           | Erbrée           |                                |
| Mondevert | Bréal-sous-Vitré | Saint-Pierre-la-Cour (Mayenne) |
|           | Le Pertre        | La Gravelle (Mayenne)          |

### Hydrographie
Pour un article plus général, voir Réseau hydrographique d'Ille-et-Vilaine.
La commune est située dans le bassin Loire-Bretagne. Elle est drainée par le Geslin,.

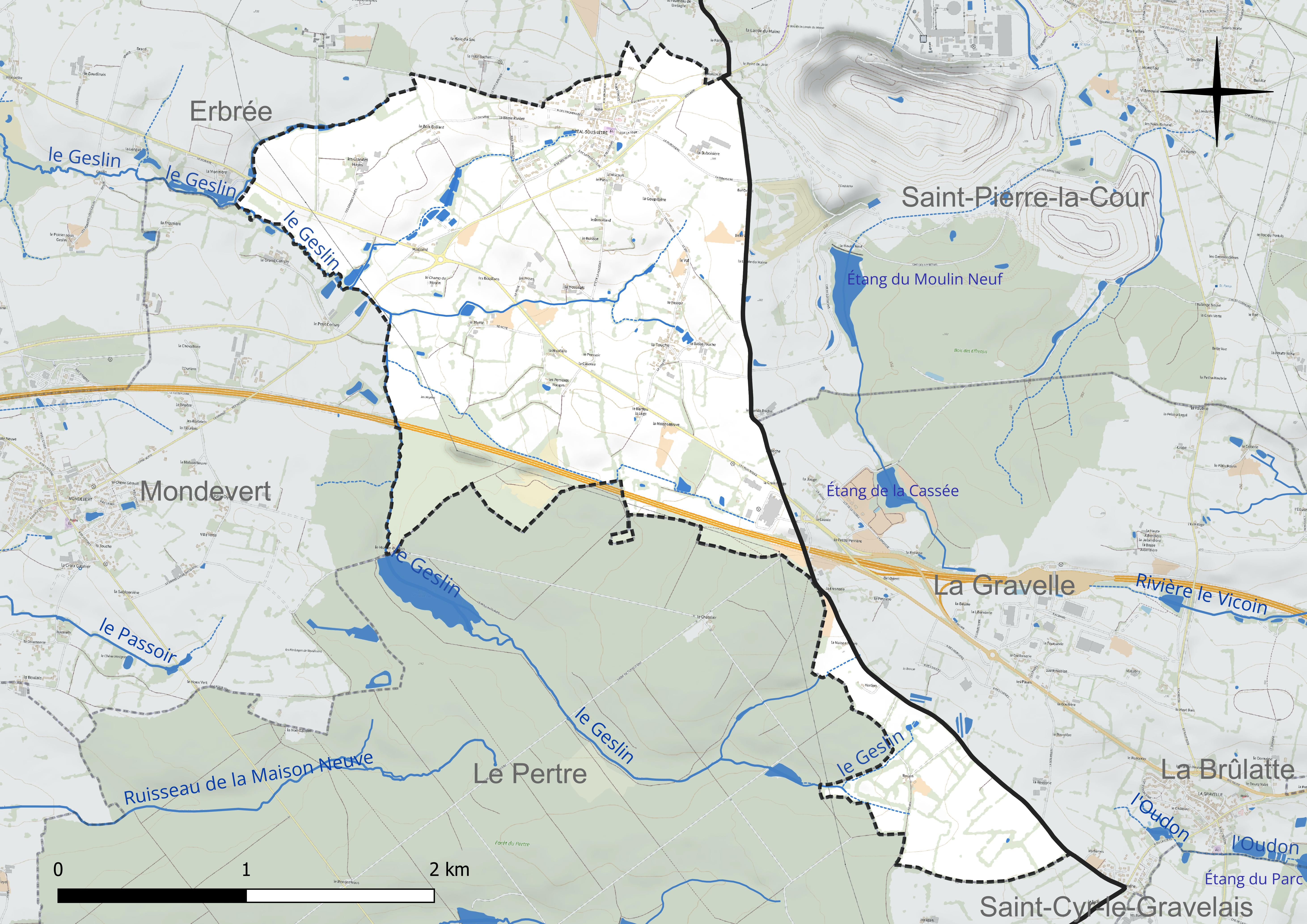
Réseau hydrographique de Bréal-sous-Vitré.

### Climat
Pour des articles plus généraux, voir Climat de la Bretagne et Climat d'Ille-et-Vilaine.
En 2010, le climat de la commune est de type climat océanique franc, selon une étude du CNRS s'appuyant sur une série de données couvrant la période 1971-2000. En 2020, Météo-France publie une typologie des climats de la France métropolitaine dans laquelle la commune est exposée à un climat océanique et est dans la région climatique  Bretagne orientale et méridionale, Pays nantais, Vendée, caractérisée par une faible pluviométrie en été et une bonne insolation. Parallèlement l'observatoire de l'environnement en Bretagne publie en 2020 un zonage climatique de la région Bretagne, s'appuyant sur des données de Météo-France de 2009. La commune est, selon ce zonage, dans la zone « Sud Est », avec des étés relativement chauds et ensoleillés.
Pour la période 1971-2000, la température annuelle moyenne est de 10,9 °C, avec une amplitude thermique annuelle de 13,5 °C. Le cumul annuel moyen de précipitations est de 835 mm, avec 13,4 jours de précipitations en janvier et 7,6 jours en juillet. Pour la période 1991-2020, la température moyenne annuelle observée sur la station météorologique la plus proche, située sur la commune de Launay-Villiers à 5 km à vol d'oiseau, est de 11,6 °C et le cumul annuel moyen de précipitations est de 862,6 mm,. Pour l'avenir, les paramètres climatiques de la commune estimés pour 2050 selon différents scénarios d'émission de gaz à effet de serre sont consultables sur un site dédié publié par Météo-France en novembre 2022.

## Urbanisme

### Typologie
Au 1er janvier 2024, Bréal-sous-Vitré est catégorisée commune rurale à habitat dispersé, selon la nouvelle grille communale de densité à sept niveaux définie par l'Insee en 2022.
Elle est située hors unité urbaine. Par ailleurs la commune fait partie de l'aire d'attraction de Vitré, dont elle est une commune de la couronne,. Cette aire, qui regroupe 30 communes, est catégorisée dans les aires de 50 000 à moins de 200 000 habitants,.

### Occupation des sols
L'occupation des sols de la commune, telle qu'elle ressort de la base de données européenne d'occupation biophysique des sols Corine Land Cover (CLC), est marquée par l'importance des territoires agricoles (83,8 % en 2018), en diminution par rapport à 1990 (88,8 %). La répartition détaillée en 2018 est la suivante : 
terres arables (42,2 %), zones agricoles hétérogènes (30,2 %), prairies (11,4 %), forêts (9,1 %), zones urbanisées (4,9 %), zones industrielles ou commerciales et réseaux de communication (2,1 %), mines, décharges et chantiers (0,1 %). L'évolution de l'occupation des sols de la commune et de ses infrastructures peut être observée sur les différentes représentations cartographiques du territoire : la carte de Cassini (XVIIIe siècle), la carte d'état-major (1820-1866) et les cartes ou photos aériennes de l'IGN pour la période actuelle (1950 à aujourd'hui).

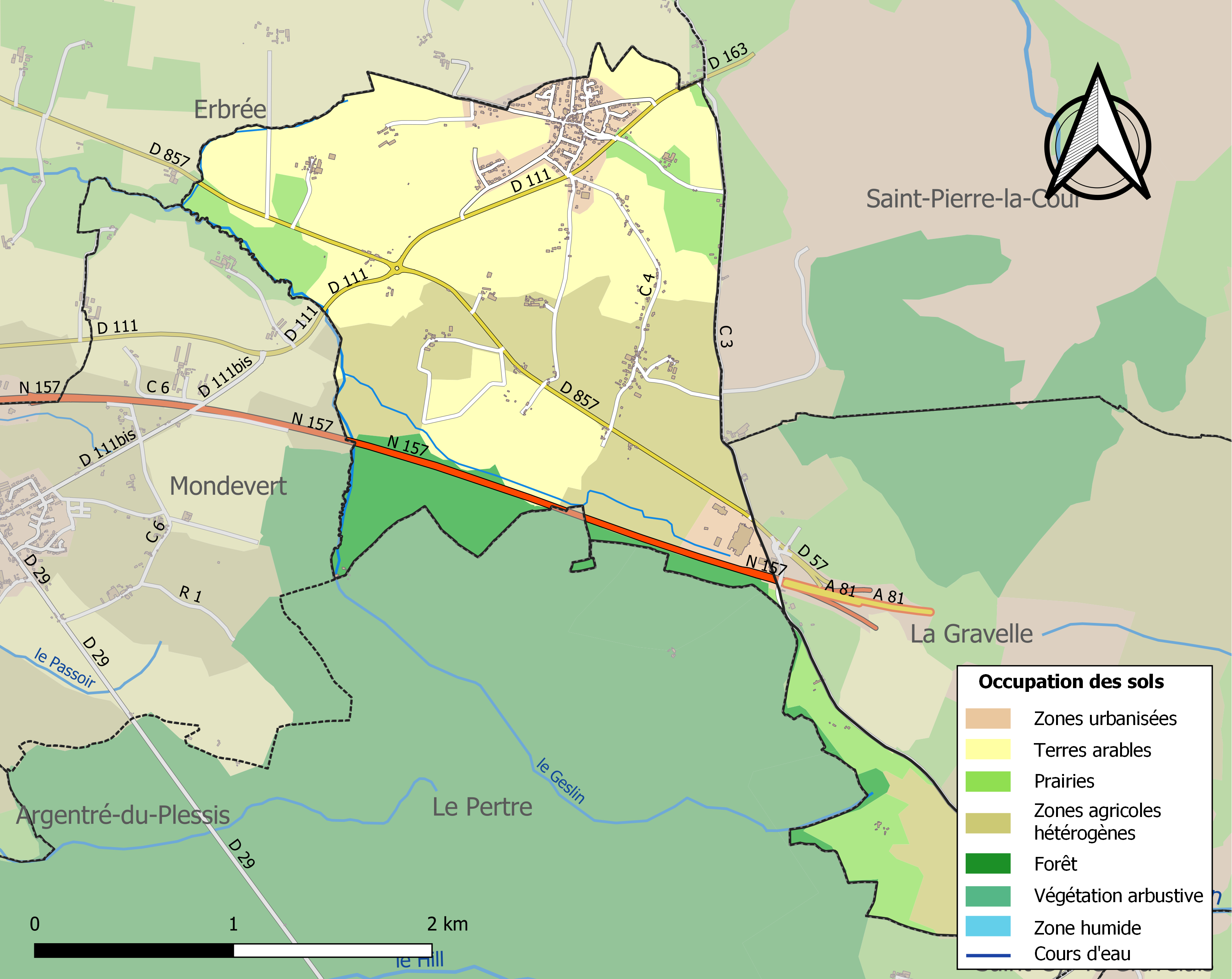
Carte des infrastructures et de l'occupation des sols de la commune en 2018 (CLC).

## Toponymie
Le lieu est attesté avant même d'être érigé en paroisse vers 1108. Dès 1050, son nom est documenté avec les formes donatio capelle de Breallo, capellam de Brealelo (ou Bradelo). Vers la fin de ce siècle, autour de 1082-1093, lorsque saint Serge reçut la capellam de Braëllo par un don, le même acte désigne aussi le lieu Braellum à deux reprises,,,,,,. Pour 1108, l'année de la séparation du futur Bréal - probablement - de la paroisse d'Erbrée, Guillotin de Corson cite le nom ecclesia de Brallo. C'est au début du XIIIe siècle que la forme moderne du nom commence à se fixer avec Brolium de Breal (= Breil de Breal) vers 1207, et in Breal en 1215. La forme latine Breallo ou Breallum apparaît encore en 1239 et en 1516,.
François de Beaurepaire fait remarquer que la finale -al est commune à un certain nombre de toponymes de la France de l'Ouest (Croyal, Noyal, Sougeal, Tréal, Vergeal, en Ille-et-Vilaine), qu'il interprète par « une finale prélatine -allum » et rapproche de l'élément gaulois °-ialon (forme latinisée -ialum) « lieu défriché; clairière », puis simplement « lieu habité ».
Le gentilé est Bréalais.

## Histoire

### Moyen Âge
90 sépultures datant de la fin du VIe siècle jusqu'au XIe siècle ont été découvertes, entourant les fondations d'une probable chapelle ; ce cimetière aurait cessé d'être utilisé lors de la construction de l'église paroissiale remplaçant, sur le même site, cette chapelle antérieure, déjà dédiée à Notre-Dame.
La chapelle Notre-Dame de Bréal (une contestation se produisit en 1078 entre les moines de Saint-Serge d'Angers et ceux de Saint-Jouin au sujet de la propriété de la chapelle de Bréal ; l'évêque de Rennes Sylvestre de La Guerche et l'abbé de Saint-Melaine furent pris pour arbitres de ce différend) était située à peu de distance de Vitré, dans la forêt du Pertre. Elle est à l'origine de la fondation au XIe siècle de la paroisse de Bréal-sous-Vitré, après les défrichements effectués. Bréal se trouvait alors dans la forêt du Pertre qui était territoire neutre et de marche commune, possédé en indivis par les seigneurs de Laval et de Vitré. Un prieuré est aussi fondé au XIe siècle, dépendant de l'abbaye Saint-Serge d'Angers et, jusqu'à la Révolution française, l'abbé de Saint-Serge d'Angers eut le privilège de présenter [de choisir] le prieur-recteur de Bréal à l'évêque de Rennes, la paroisse dépendant de l'évêché de Rennes.

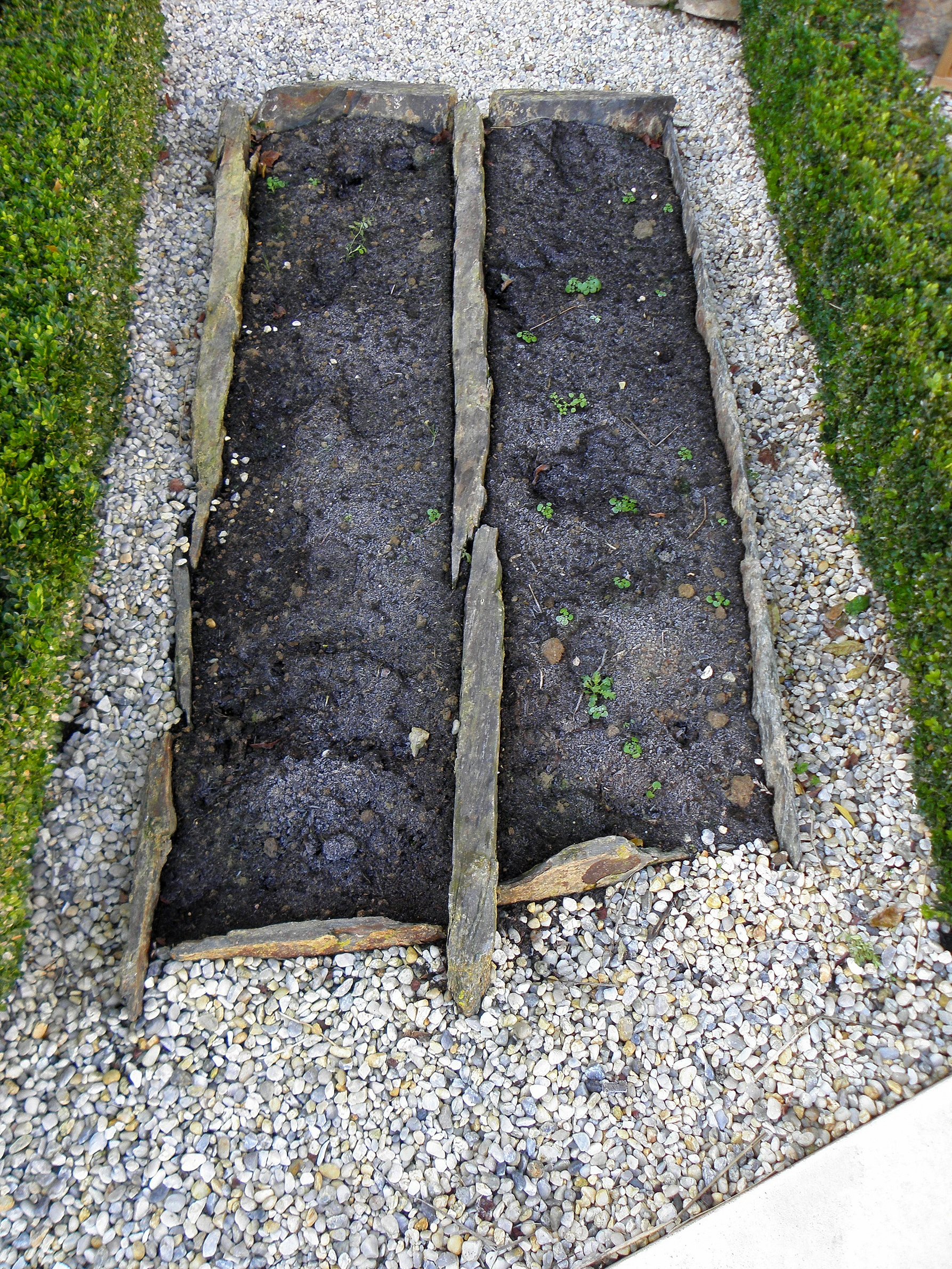
Tombes-coffres en ardoise du cimetière médiéval de Bréal-sous-Vitré.

### Époque moderne
Jean-Baptiste Ogée décrit ainsi Bréal en 1778 :

« Bréal, à dix lieues un sixième à l'est de Rennes, son évêché et son ressort, et à deux lieues un tiers de Vitré, sa subdélégation. Ce territoire se termine à 300 toises à l'est, à la province du Maine, par une croix qui porte le nom de cette dernière province et qui sert de borne de séparation. On y compte 750 communiants. La cure de Notre-Dame-de-Bréal, prieuré dépendant de l'abbaye Saint-Serge d'Angers, qui la présente, a une moyenne et basse justice qui appartient au prieur. Cette paroisse dépend de la baronnie de Vitré. (...) Ce territoire est plus élevé que ceux qui le joignent ; il est bon, fertile en grains, abondant en fruits dont on fait du cidre ; il y a aussi quelques prairies, des pâturages et des landes. Les maisons nobles sont le Bois-Blin, les Bretonnières, le Bois-Briand, les Hayes, la Verrie, la Haye-du-Sac, la Rivière, le Champ du moulin de la Touche, la Roche, le petit Rocher et Longuenoc. »

### La Révolution française
Le 10 juin 1793, une trentaine de « brigands » (des chouans) bien armés pillent Bréal. Dans un rapport daté du 9 décembre 1793, les autorités d'Ernée écrivent que des paysans d'Argentré, Le Pertre, Mondevert, Erbrée, La Chapelle-Erbrée, Bréal, Saint-M'Hervé, Montautour et Balazé avaient « porté leurs grain aux insurgés pendant leur séjour à Laval ».
En février 1796, une embuscade est tendue par les Chouans contre les Républicains (période de la chouannerie). Le combat de Bréal est gagné par les Chouans.

### LeXIXesiècle
A. Marteville et P. Varin, continuateurs d'Ogée, décrivent ainsi Bréal en 1843 :

« Bréal (sous l'invocation de la Sainte Vierge, fêtée le 15 août), commune formée de l'ancienne paroisse du même nom, aujourd'hui succursale ; brigade temporaire de gendarmerie. (...) Principaux villages : les Grandes-Haies, la Touche, la Motte. Superficie totale : 574 ha (...) dont terres labourables 355 ha, prés et pâtures 79 ha, bois 22 ha, vergers et jardins 10 ha, landes et incultes 76 ha (...). Un moulin (du Bois, à eau). La route royale n° 12, dite de Paris à Brest, traverse la commune de l'est au nord. Géologie: schiste argileux. (...). On parle le français. »

### LeXXesiècle

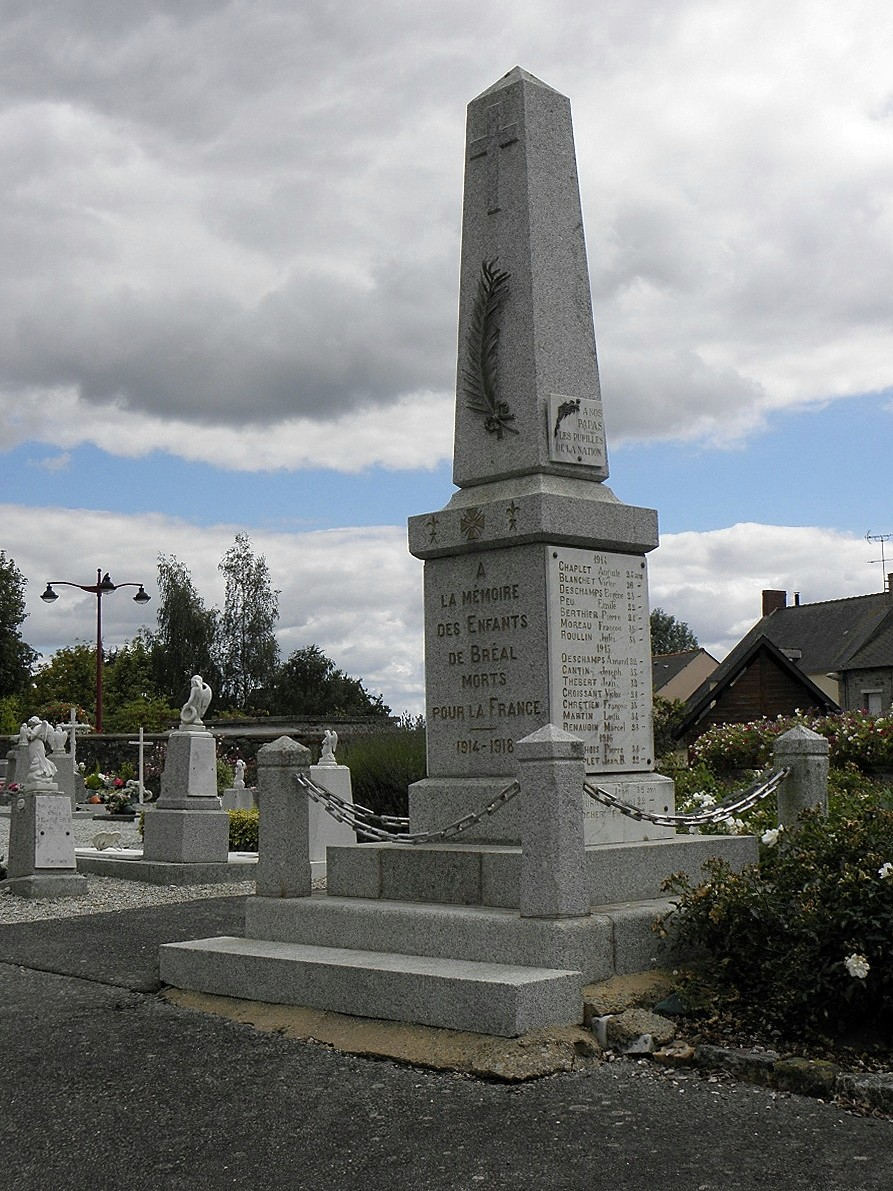
Le monument aux morts

#### La Première Guerre mondiale
Le monument aux morts de Bréal-sous-Vitré porte les noms de 35 personnes mortes pour la France dont 32 soldats morts pendant la Première Guerre mondiale, dont quatre au moins (Auguste Chaplet et François Moreau en 1914, Amand Boutruche et Hippolyte Briand en 1918) sont morts en Belgique, un (Louis Lerouge) en Serbie dans le cadre de l'Expédition de Salonique, la plupart des autres étant décédés sur le sol français (parmi eux Jean Berthelot à la fois cité à l'ordre de la Nation, décoré de la Médaille militaire et de la Croix de guerre, Pierre Berthois, décoré de la Médaille militaire et Joseph Hervagault, décoré de la Croix de guerre et Marin Jouvin, cité à l'ordre de la Nation. Les circonstances du décès des trois autres (Pascal Fournier, Jean Gadbois, Pierre Rocher) ne sont pas précisées.

#### L'Entre-deux-guerres
En 1922, la « Société de distribution d'électricité de l'Ouest » mena une enquête publique sur la commune et quelques communes voisines envisageant la création d'un réseau électrique desservant la commune.

#### L'après Seconde Guerre mondiale
En 1965, le nom de la commune de Bréal est modifié en Bréal-sous-Vitré.

## Politique et administration
| Période                                  | Période   | Identité        | Étiquette | Qualité                                                                           |
| ---------------------------------------- | --------- | --------------- | --------- | --------------------------------------------------------------------------------- |
| vers 1792                                |           | André Sauvé     |           |                                                                                   |
| vers 1794                                |           | Michel Barrier  |           | Né à St Pierre la Cour, laboureur, emprisonné au château de Vitré en 1793 et 1794 |
| 1989                                     | 1995      | Thérèse Boisard |           |                                                                                   |
| 1989                                     | mars 2008 | Joseph Fontaine | DVD       |                                                                                   |
| mars 2008                                | En cours  | Pascale Cartron | DVD-LR    | Infirmière coordinatrice                                                          |
| Les données manquantes sont à compléter. |           |                 |           |                                                                                   |

## Démographie
L'évolution du nombre d'habitants est connue à travers les recensements de la population effectués dans la commune depuis 1793. Pour les communes de moins de 10 000 habitants, une enquête de recensement portant sur toute la population est réalisée tous les cinq ans, les populations de référence des années intermédiaires étant quant à elles estimées par interpolation ou extrapolation. Pour la commune, le premier recensement exhaustif entrant dans le cadre du nouveau dispositif a été réalisé en 2005.
En 2022, la commune comptait 614 habitants, en évolution de −6,12 % par rapport à 2016 (Ille-et-Vilaine : +5,46 %, France hors Mayotte : +2,11 %).
| 1793 | 1800 | 1806 | 1821 | 1831 | 1836 | 1841 | 1846 | 1851 |
| ---- | ---- | ---- | ---- | ---- | ---- | ---- | ---- | ---- |
| 576  | 460  | 505  | 530  | 520  | 599  | 650  | 653  | 662  |

| 1856 | 1861 | 1866 | 1872 | 1876 | 1881 | 1886 | 1891 | 1896 |
| ---- | ---- | ---- | ---- | ---- | ---- | ---- | ---- | ---- |
| 625  | 634  | 626  | 577  | 602  | 524  | 526  | 506  | 524  |

| 1901 | 1906 | 1911 | 1921 | 1926 | 1931 | 1936 | 1946 | 1954 |
| ---- | ---- | ---- | ---- | ---- | ---- | ---- | ---- | ---- |
| 460  | 496  | 462  | 355  | 371  | 339  | 336  | 362  | 411  |

| 1962 | 1968 | 1975 | 1982 | 1990 | 1999 | 2005 | 2006 | 2010 |
| ---- | ---- | ---- | ---- | ---- | ---- | ---- | ---- | ---- |
| 418  | 424  | 407  | 409  | 496  | 530  | 625  | 634  | 645  |

| 2015 | 2020 | 2022 | - | - | - | - | - | - |
| ---- | ---- | ---- | - | - | - | - | - | - |
| 655  | 626  | 614  | - | - | - | - | - | - |

## Transports
La commune est desservie par la ligne de bus n°5 de Vitré Communauté.

## Lieux et monuments

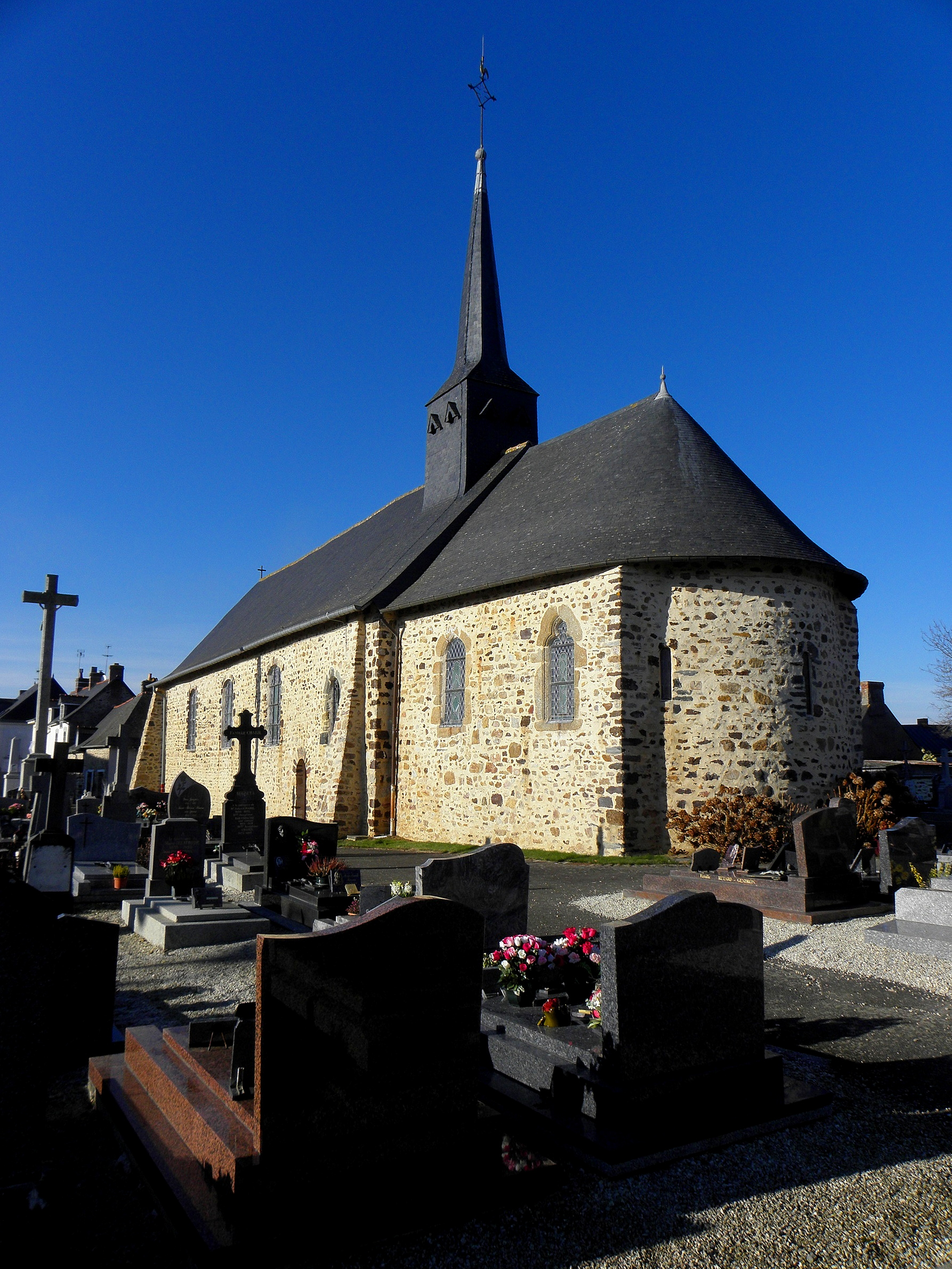
L'église paroissiale Notre-Dame-de-l'Assomption.

La commune ne compte pas de monument historique, on peut cependant noter :
- Église Notre-Dame-de-l'Assomption, église romane datant du XIe siècle : nef simple et chœur en hémicycle. Trois meurtrières s'ouvrent dans le mur septentrional de la nef, demeuré intact. Un arc triomphal termine cette nef et donne entrée dans l'abside, qu'éclairent trois autres meurtrières[31].

## Activité et manifestations
Cette commune dispose également de nombreuses associations : théâtre, comités des fêtes, associations de football.